# Špela Pavlin
Špela »Špelca« Pavlin (rojena Kleinlercher), slovenska pevka, * avgust 1985.
Med letoma 2004 in 2006 je bila članica turbo folk skupine Atomik Harmonik, nato pa je nadaljevala s samostojno kariero. Z glasbenim udejstvovanjem je kmalu prenehala in postala radijska napovedovalka. Zdaj s partnerjem, hokejistom Žigo Pavlinom, in sinom Matiasom živi med Češko in Slovenijo, pred tem pa je več let živela na Švedskem.